# Эссендон (аэропорт)

Логотип аэропорта Эссендон

Аэропорт Эссендон (англ. Essendon Airport) — располагается на территории Эссендон Филдс, северного пригорода Мельбурна, Австралия. Аэропорт располагается в непосредственной близости с шоссе Туллимарин Фривэй, на площади 3,05 квадратного километра. Расстояние от аэропорта до Центрального делового района Мельбурна составляет 13 километров, и от Центрального аэропорта Мельбурна — 4,3 километра.
Аэропорт Эссендон занимает особое место в истории Мельбурна и всей Австралии.
- 1956 — аэропорт становится основными воротами летних Олимпийских игр, а также местом прибытия королевы Великобритании и Содружества Елизаветы II. В течение одной недели персонал аэропорта обеспечил безопасную посадку 206 международных авиарейсов.
- 1964 — The Beatles прибывают в Австралию, и аэропорт Эссендон становится местом встречи группы с тысячами фанатов.
- 1987 — Кайли Миноуг снимает своё первое музыкальное видео для своего первого сингла The Locomotion на территории аэропорта.